# Posada
Posada är en ort och kommun i provinsen Nuoro i regionen Sardinien i Italien. Kommunen hade 2 974 invånare (2017).